# Паслён птичий
Паслён птичий (лат. Solanum aviculare) — растение семейства Паслёновые, вид рода Паслён, происходящее из Австралии и Новой Зеландии и интродуцированное в Россию и Венгрию, где культивируется ради содержащихся в нём стероидных алкалоидов.

## Биологическое описание
У себя на родине — это мощное многолетнее травянистое растение высотой 2-2,5 м, с травянистым, одревесневающим у основания стеблем. Нижние листья крупные длиной до 35 см, непарноперисторассечённые, упрощающиеся кверху. Цветки крупные с зелёной пятилистной чашечкой и колесовидным тёмно-филетовым венчиком, собранные в короткие густые кисти по 3-17 штук. Плод — сочная двугнёздная овальная ягода, 2-3 см длиной, с многочисленными мелкими семенами. Окраска плодов варьирует от оранжево-красного до алого цвета.
В России и Венгрии растение культивируется, как однолетник.

## Химический состав
В Австралии листья паслёна птичьего содержат около 2,5% смеси стероидных алкалоидов, которая состоит из соласонина и соламаргина, при отщеплении глюкозы дающих одинаковый агликон соласодин. Углеводная часть соласодина состоит из глюкозы, галактозы и рамнозы (по одному остатку).

## Использование
Выделяемый из листьев растения соласодин используется для получения прогестерона, который в свою очередь используется для синтеза кортизона и его производных.